# Departamento de Jalapa
Departamento de Jalapa är ett departement i Guatemala. Det ligger i den centrala delen av landet, 60 km öster om huvudstaden Guatemala City. Antalet invånare är 390 500. Arean är 2 063 kvadratkilometer.
Terrängen i Departamento de Jalapa är bergig västerut, men österut är den kuperad.
Departamento de Jalapa delas in i:

1. Municipio de San Pedro Pinula
2. Municipio de San Manuel Chaparrón
3. Municipio de San Luis Jilotepeque
4. Municipio de San Carlos Alzatate
5. Municipio de Monjas
6. Municipio de Mataquescuintla
7. Municipio de Jalapa

Följande samhällen finns i Departamento de Jalapa:

- Jalapa
- Monjas
- San Luis Jilotepeque
- Mataquescuintla
- San Pedro Pinula
- San Manuel Chaparrón